# Pilis
Pilis är en stad i provinsen Pest i Ungern. Staden hade 11 753 invånare (2019).